# Max Minghella
Max Giorgio Choa Minghella (16 de setembro de 1985) é um ator e roteirista britânico que atuou em vários filmes norte-americanos, fazendo sua estreia em Bee Season (2005). Ele é conhecido por seus papéis nos filmes Syriana (2005), Art School Confidential (2006), Elvis and Anabelle (2007), The Social Network (2010), The Darkest Hour (2011), The Ides of March (2011), The Internship (2013), Horns (2013), e Spiral (2021), bem como seu papel como Nick Blaine na série de televisão The Handmaid's Tale (2017–2022), o que lhe rendeu uma indicação ao Emmy em 2021.

## Infância
Minghella nasceu em Hampstead, Londres, filho do diretor Anthony Minghella e da dançarina e coreógrafa Carolyn Jane Choa. Seu pai nasceu em Ryde, Ilha de Wight, e era de ascendência italiana, e sua mãe nasceu em Hong Kong. Seu avô materno foi o legislador de Hong Kong, Robert Kotewall, e seu tataravô materno foi Emanuel Raphael Belilios, empresário nascido em Calcutá, na Índia.
Seu avô materno George Choa era três quartos chinês e um quarto judeu, e sua avó materna, Maisie Nora (nome de solteira Kotewall) era de ascendência indiana parsi, inglesa, irlandesa, sueca e chinesa.
Enquanto Minghella crescia, ele passou um tempo nos sets de filmagem de seu pai. Ele disse que tem "boas lembranças" deles e que não sentiu "nenhuma pressão" de seu pai para ter sucesso no entretenimento. Ele foi educado na Escola Preparatória de Saint Anthony e University College School em Hampstead. Ele então frequentou a Universidade de Columbia, que ele considerava sua "primeira prioridade", e estudou História, graduando-se em 2009. Ele era residente de John Jay Hall durante seus estudos na Columbia. Ele normalmente trabalhava em filmes apenas durante as férias de verão. Ele disse que se sentia como "um garoto inglês em uma escola americana", que era reservado e que a maioria de seus colegas não sabia que ele era ator.

## Carreira
Minghella foi inspirado a se tornar um ator durante o final de sua adolescência, depois de ver uma produção da peça This Is Our Youth no West End de Londres; posteriormente abandonou a Universidade College School para prosseguir uma carreira de ator e participou do National Youth Theatre. Minghella teve uma aparição não-creditada como figurante no filme de seu pai em Cold Mountain. Seu primeiro papel profissional foi na temporada em Bee Season, onde interpretou o filho disfuncional de uma família judia. O filme foi lançado em novembro de 2005, as críticas foram principalmente mistas e teve baixa bilheteria, arrecadando apenas US$ 1 milhão em seu lançamento limitado, embora a baixa aceitação, os críticos comentaram que Minghella foi "um talentoso jovem ator, proporcionando um desempenho forte". Minghella continuou a carreira com o thriller político Syriana, que também foi lançado em novembro de 2005, interpretou o filho do personagem de George Clooney, um agente da CIA no filme. Em 2006, estrelou a adaptação de Daniel Clowes, Art School Confidential, uma comédia dirigida por Terry Zwigoff. Havia conseguido o papel depois de conhecer Zwigoff quando o mesmo visitou o estúdio de gravação de Bee Season. Em A Rede Social de David Fincher, o filme de 2010 onde conta as origens do Facebook, fez o papel de Divya Narendra, dentre os mais adiantados alunos da Harvard onde processa Mark Zuckerberg por roubar a ideia por trás do Facebook. Em junho de 2010 Minghella foi escalado para o filme de ficção científica russo The Darkest Hour, lançado em dezembro de 2011. Ele apareceu na comedia Os Estagiários interpretando o personagem Graham Hawtrey, onde fez o papel de um orgulhoso estudante. Atualmente faz o papel de Nick na série The Handmaid´s Tale que é inspirada no livro homônimo da escritora Margaret Atwood. Em sua segunda temporada, a série já conquistou 18 premiações, incluindo o Emmy e um Globo de Ouro como melhor série drámatica.